# Convention d'Oslo sur la pollution marine
Convention OSPAR
La Convention pour la prévention de la pollution marine par les opérations d'immersion effectuées par les navires et aéronefs, également appelée Convention d'Oslo, était un traité international visant à contrôler le déversement de substances nocives par les navires et les aéronefs dans la mer. Elle a été adoptée à la suite de la convention sur la pollution des mers qui s'était tenue du 19 au 22 octobre 1971 à Oslo, en Norvège, et ouverte à la signature du 15 février au 15 août 1972 dans cette ville. Elle est entrée en vigueur le 7 avril 1974. Les signataires originaux étaient le Danemark, la France, l'Islande, la Norvège, le Portugal, l'Espagne et la Suède. Les membres suivants comprenaient le Royaume-Uni (1975), les Pays-Bas (1975), l'Allemagne (1977), la Finlande (1979), l'Irlande (1982) et la Belgique (1985).
La zone couverte par le traité comprenait les océans Atlantique et Arctique au nord du 36e parallel nord, à l'est du 42e méridien ouest et à l'ouest de 51e méridien est, à l'exclusion des mers Baltique et Méditerranée.
La Convention interdisait le déversement d'halocarbures et de Composés organosiliciés (avec quelques exceptions), de mercure et de composés du mercure, de cadmium et de composés du cadmium, de plastiques non biodégradables et d'autres matières persistantes, ainsi que de « substances qui ont été convenues entre les Parties contractantes comme étant susceptibles d'être cancérigènes dans les conditions d'élimination ». Elle limitait également et exigeait un permis pour le déversement d'arsenic, de plomb, de cuivre, de zinc et de leurs composés, ainsi que de cyanures et de fluorures, de pesticides, de conteneurs de « substances goudronneuses », de ferraille et d'« autres déchets volumineux ».
La Convention définissait les considérations à prendre en compte lors de la délivrance de permis et d'agréments d'immersion par chaque État signataire et leur a demandé de faire respecter la Convention dans leur eaux territoriales et de s'efforcer d'empêcher le déversement de matériaux en dehors des frontières définies par l'accord. Elle établissait également une commission chargée de suivre et de surveiller la mis en œuvre de la Convention.
La convention a été modifiée une fois, en décembre 1981, et cet amendement est entré en vigueur en février 1982. La Convention d'Oslo a été remplacée par la Convention pour la protection du milieu marin de l'Atlantique du Nord-Est ou « Convention OSPAR » lors de son entrée en vigueur le 25 mars 1998.